# اوتو روف

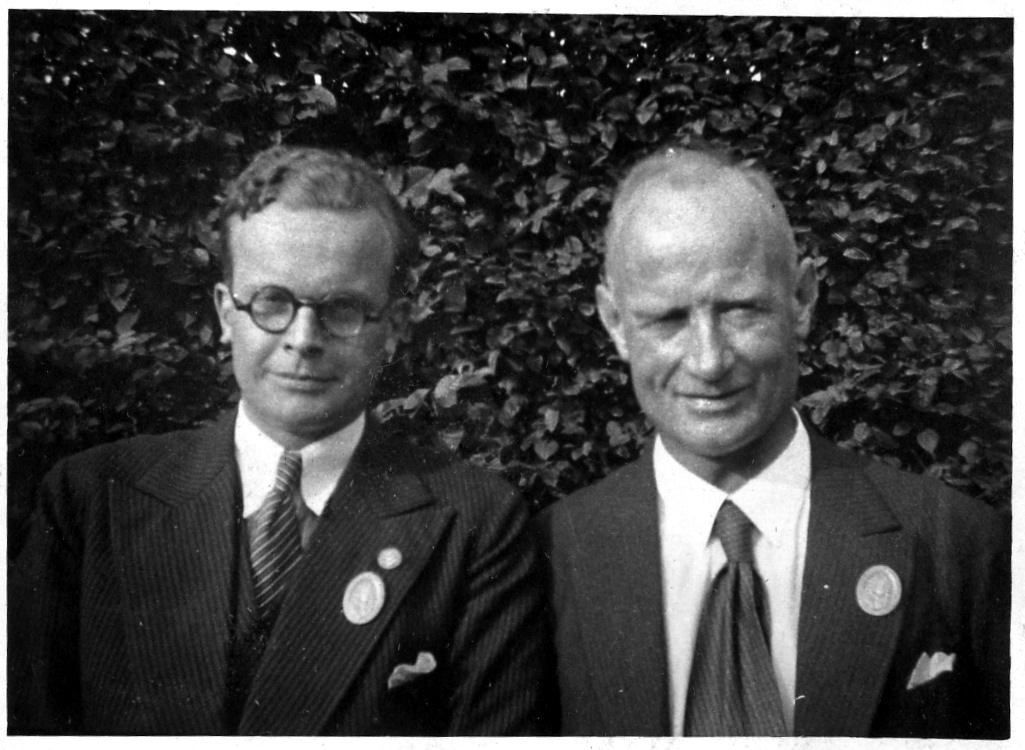
پروفسور دکتر اوتو روف (سمت راست) از دانشگاه فنی برسلاو به همراه دستیار کاندیدای دکترا مانفرد گیز (سمت چپ) - حوالی سال ۱۹۳۴

اوتو روف (آلمانی: Otto Ruff؛ ۱۲ دسامبر ۱۸۷۱ – ۱۷ سپتامبر ۱۹۳۹) شیمی‌دان اهل کشور آلمان بود.